# Nantong

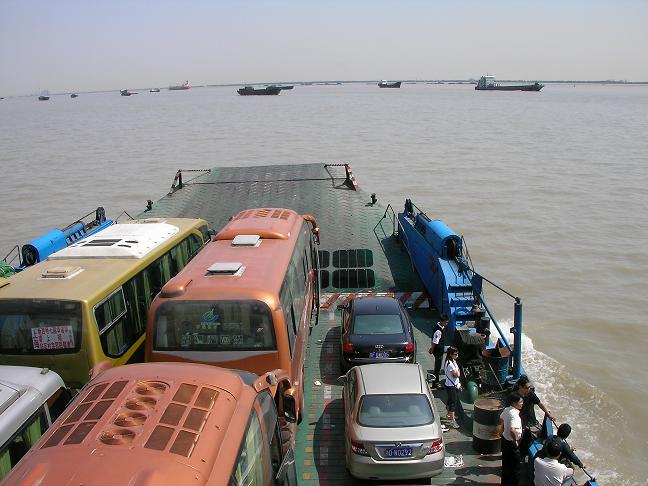
Fähre über den Jangtsekiang, Nantong 2007

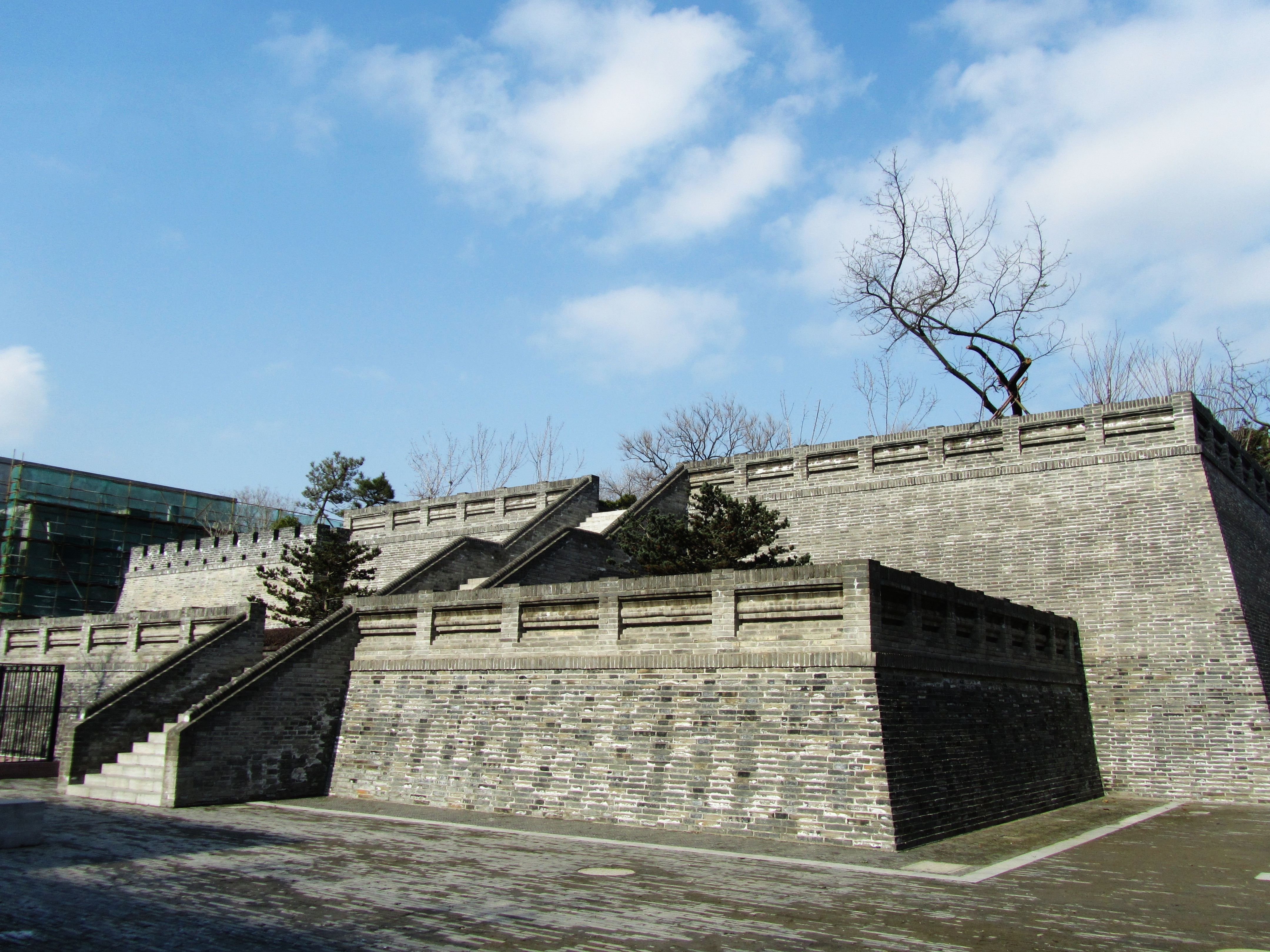
Nordtor – Historische Stadtmauer, 2013

Nantong (chinesisch 南通市, Pinyin Nántōng Shì) ist eine bezirksfreie Stadt in der chinesischen Provinz Jiangsu an der Mündung des Jangtsekiang. Sie ist ein wichtiges Zentrum der Textil- und der Lebensmittelindustrie. Nantong hat eine Fläche von 7.995 km² und 7.726.635 Einwohner (Stand: Zensus 2020).

## Administrative Gliederung
Auf Kreisebene setzt sich Nantong aus drei Stadtbezirken, drei kreisfreien Städten und einem Kreis zusammen. Diese sind:
- Stadtbezirk Chongchuan (崇川区), 215 km², 670.000 Einwohner;
- Stadtbezirk Tongzhou (通州区), 1.343 km², 1,27 Mio. Einwohner;
- Stadtbezirk Haimen (海门区), 1.148 km², 1,02 Mio. Einwohner;
- Stadt Qidong (启东市), 1.191 km², 1,13 Mio. Einwohner;
- Stadt Rugao (如皋市), 1.531 km², 1,43 Mio. Einwohner;
- Stadt Hai’an (海安市), 1.110 km², 960.000 Einwohner, Hauptort: Großgemeinde Hai’an (海安镇);
- Kreis Rudong (如东县), 1.872 km², 1,08 Mio. Einwohner, Hauptort: Großgemeinde Juegang (掘港镇).

## Wirtschaft
In Nantong haben sich u. a. folgende Wirtschaftszweige angesiedtelt:
- Baumwollverarbeitung
- Nahrungsmittelindustrie
- Agrargebiet (eine der dichtest besiedelten landwirtschaftlichen Flächen der Erde)
- Elektronikindustrie (u. a. mit dem größten Hersteller von Elektrolytkondensatoren in China)

## Verkehr
Im November 2022 wurde die erste Linie des Nantong Rail Transit, der U-Bahn von Nantong, fertiggestellt.
Mit der Sutong-Brücke über den Jangtsekiang befindet sich die Schrägseilbrücke mit der zweitgrößten Stützweite weltweit in Nantong. An den Luftverkehr ist Nantong über den Internationalen Flughafen Nantong Xingdong angebunden.

## Sehenswürdigkeiten
In Nantong befindet sich auf einer Halbinsel im Yangtse-Fluss das Nantong-Museum. Es wurde 1905 als erstes modernes Museum Chinas eröffnet. Das ursprüngliche Museumsgebäude ist im amerikanischen Kolonialstil errichtet. Zum hundertjährigen Bestehen 2005 wurde ein Erweiterungsbau des chinesischen Architekten Wu Liangyong eröffnet.
In Nantong befindet sich in der Wenfeng-Straße Nr. 4 auch das erste Textil-Museum Chinas, das im Oktober 1985 eröffnet wurde. Das ursprüngliche Museumsgebäude stammt aus dem Jahr 1906. Zum zwanzigjährigen Bestehen wurde 2004 ein Anbau des chinesischen Architekten Wu Liangyong fertiggestellt.
Die Stadt wurde zur ökologischen Modellstadt ernannt.
Der Wolkenkratzer Nantong Zhongnan International Plaza ist rund 270 Meter hoch.

## Sport
Der Fußballverein Nantong Zhiyun aus Nantong spielt aktuell in der zweithöchsten Liga der Volksrepublik China, der China League One. Sein Heimstadion ist das Rugao Olympic Sports Centre Stadium.

## Städtepartnerschaften
Nantong unterhält Städtepartnerschaften mit folgenden Städten:
| Stadt                 | Land                   | seit           |
| --------------------- | ---------------------- | -------------- |
| Swansea               | Vereinigtes Königreich | 1987           |
| Toyohashi             | Japan                  | 1987           |
| Izumi                 | Japan                  | 1993           |
| Jersey City           | Vereinigte Staaten     | 1996           |
| Troisdorf             | Deutschland            | 1997           |
| Gimje                 | Südkorea               | 1997           |
| Civitavecchia         | Italien                | 1999           |
| Rimouski              | Kanada                 | 2003           |
| São José do Rio Preto | Brasilien              | 2010           |
| Oshakati              | Namibia                | 1. Januar 2015 |

## Söhne und Töchter der Stadt
- Yi Tso-lin (1897–1945), Sprachwissenschaftler, Pädagoge und Philanthrop
- Chen Huanyou (* 1934), Politiker
- Chen Bingde (* 1941), Generalstabschef der Volksbefreiungsarmee (seit 2007)
- Huang Zhendong (* 1941), Politiker
- Liu Yandong (* 1945), kommunistische Politikerin
- Xu Lei (* 1963), bildender Künstler
- Zhao Jianhua (* 1965), Badmintonspieler
- Lin Li (* 1970), Schwimmerin
- Ge Fei (* 1975), Badmintonspielerin
- Li Ju (* 1976), Tischtennisspielerin
- Huang Xu (* 1979), Turner
- Qin Wangping (* 1982), Sprinterin
- Zhao Tingting (* 1982), Badmintonspielerin
- Zhong Man (* 1983), Fechter und Olympiasieger
- Chen Qi (* 1984), Tischtennisspieler
- Zhang Xi (* 1985), Beachvolleyballspielerin
- Cheng Shu (* 1987), Badmintonspielerin
- Ma Jin (* 1988), Badmintonspielerin
- Yao Lei (* 1990), singapurische Badmintonspielerin
- Sun Wanglu (* 1992), Schriftsteller
- Zhang Xin (* 1992), Fußballspielerin
- Zhu Lingdi (* 1993), Beachvolleyballspielerin
- Shi Yuqi (* 1996), Badmintonspieler
- Yuan Lvwen (* 1996), Beachvolleyballspielerin
- Qiu Zhuoyang (* 1996), Tennisspieler
- Tang Sheng (* 2000), Tennisspieler